# 唐志顺
唐志顺（1975年5月25日—），北京人。
2015年10月6日，幸清贤、唐志顺、包卓轩（王宇、包龙军之子）在缅甸境内被中華人民共和国政府跨境抓捕。据警方调查，唐志顺在参与这件事情之前，已经在境外组织的帮助下，将自己的家人安排到了国外。作为交换条件，将王宇的儿子偷渡出境，就成了他必须完成的任务。2015年10月9日，唐志顺家遭到北京警察的搜查，家中电脑被抄走。2016年5月4日，唐志顺被天津市公安局正式逮捕，罪名是“组织他人非法偷越国境”。